# Protestantyzm w Macedonii Północnej

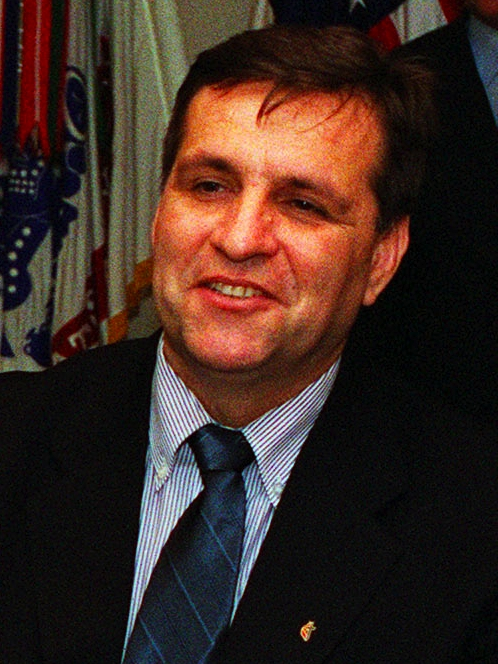
Boris Trajkovski – były Prezydent Macedonii (z wyznania metodysta)

Protestantyzm w Macedonii Północnej – według Operation World w 2010 roku reprezentowany był przez ponad 5000 wiernych (głównie metodystów i zielonoświątkowców), co stanowi 0,3% macedońskiego społeczeństwa.
Pod koniec XIX i na początku XX stulecia amerykańscy misjonarze służący w Salonikach nawrócili na metodyzm wiele wsi znajdujących się w regionie Strumicy i Petricza. Wsie te do chwili obecnej pozostają zdominowane przez metodystów. Liczbę metodystów szacuje się na około 4000 wiernych w 13 zborach. Oprócz Kościoła metodystycznego do większych społeczności protestanckich w kraju zalicza się:
- zielonoświątkowców (2090 wiernych[1]),
- adwentystów dnia siódmego (1155 wiernych w 19 kościołach) i
- baptystów (ok. 100 wiernych w 2 kościołach[3]).

Dzieje baptystów w Macedonii Północnej sięgają 1928 r. Związek Chrześcijan Baptystów został zorganizowany w 1991 r. Jest on członkiem Europejskiej Federacji Baptystycznej i Światowego Związku Baptystycznego.
Wielu metodystów opuściło kraj w latach 60. i 70. XX wieku (wyjechali głównie do Australii). W East Preston działa macedoński zbór australijskiego Kościoła metodystycznego. W miejscowości Regent, w Australii, działa także macedoński zbór baptystów.

## Słynni macedońscy protestanci
- Boris Trajkovski – były prezydent, metodysta.